# Mycetophila naumanni
Mycetophila naumanni är en tvåvingeart som beskrevs av Duret 1992. Mycetophila naumanni ingår i släktet Mycetophila och familjen svampmyggor. Inga underarter finns listade i Catalogue of Life.